# 呉橋県
呉橋県（ごきょう-けん）は中華人民共和国河北省滄州市に位置する県。
雑技が盛んな地域であることより「雑技の村」と称され、国内唯一の雑技の専門学校呉橋雑技芸術学校がある。

## 歴史
金代に設置された。1949年に中華人民共和国が成立すると山東省の管轄とされたが、1952年に河北省に移管され現在に至る。

## 行政区画
- 鎮:桑園鎮、鉄城鎮、于集鎮、梁集鎮、安陵鎮
- 郷:曹家窪郷、宋門郷、楊家寺郷、溝店鋪郷、何荘郷

## 教育
- 呉橋雑技芸術学校